# Renato Bongioni
Renato Bongioni (Brescia, 14 d'octubre de 1941) va ser un ciclista italià, que fou professional entre 1963 i 1968. Com amateur, va guanyar el Campionat del món en ruta de 1962.
El seu fill Alessio també es dedicà al ciclisme.

## Palmarès
- 1962
  -  Campió del món amateur en ruta
- 1962
  - 1r al Gran Premi Ezio del Rosso
  - 1r al Gran Premi de la Indústria del Cuir i de la Pell

### Resultats al Giro d'Itàlia
- 1964. 93è de la classificació general

### Resultats a la Volta a Espanya
- 1966. 53è de la classificació general